# 14 slov
| We must secure the existence of our people and a future for White Children. |
| Musíme zajistit existenci našeho lidu a budoucnost pro bílé děti.           |

14 slov (anglicky Fourteen Words) je termín spjatý s bílými nacionalisty a jedná se o čtrnáctislovný slogan, který formuloval David Lane. 14 slov rovněž odkazuje na další čtrnáctislovný slogan, který smyslem navazuje na slogan první.

## Původ
| Because the beauty of the White Aryan women must not perish from the earth. |
| Jelikož krása bílé árijské ženy nikdy nesmí zmizet z povrchu zemského.      |

S oběma slogany přišel David Lane, tehdejší člen organizace The Order.
Lane ve své autobiografii uvádí, že druhý slogan vymyslel v období, kdy se blíže zajímal o prastaré pohanské náboženství Germánů, což vedlo k osobní ideologické vzpouře vůči judeokřesťanským hodnotám tradičně zakořeněným v Laneově rodině. Lane retrospektivně vzpomíná na Mary Lou, katolickou dívku s blonďatými vlasy a modrýma očima, a fundamentální významnost této představy, jenž ho upevnila v klíčových představách o nadřazenosti a podřadnosti lidských ras po celý život.

## Protagonisté
Marian Kotleba, slovenský politik, předseda krajně pravicové strany Kotlebovci – Ľudová strana Naše Slovensko, byl odsouzen za podporu a propagaci hnutí směřujícímu k potlačení práv a svobod člověka. Na výročí vzniku slovenského státu 14. března 2017 na střední škole v Banské Bystrici třem rodinám veřejně předal finanční dar s využitím symbolických šeků. Každý zněl na částku 1488 eur. Za tento čin byl nepravomocně odsouzen k nepodmíněnému trestu o délce čtyř let a čtyř měsíců. Po odvolání se Nejvyšší soud v dubnu 2022 rozhodl změnit právní kvalifikaci a trest snížit na šest měsíců s podmíněným odkladem půl druhého roku.